# LXXIII. Armeekorps (Wehrmacht)
Il LXXIII. Armeekorps (73° Corpo d'armata) fu un corpo d'armata dell'esercito tedesco attivo durante la seconda guerra mondiale che venne creato nel novembre 1944, in Italia, dove fu fatto prigioniero dagli alleati nel 1945.

## Storia
Il corpo d'armata fu costituito in Italia il 25 novembre 1944 ed alla fine di novembre venne schierato sulla costa adriatica, vicino a Ravenna con sottoposte la 114. Jäger-Division e la 356. Infanterie-Division. Il fronte del corpo fu soggetto a pesanti attacchi alleati per tutto dicembre e dopo la perdita di Ravenna, si ritirò nella zona di Parma all'inizio di gennaio 1945. All'inizio di febbraio, la linea del fronte del corpo era stata respinta sulla sponda settentrionale della Valle del Mezzano, l'ultima offensiva alleata in Italia iniziò l'11 aprile ed il 29 aprile il corpo fu fatto prigioniero dagli Alleati nella zona di Brescia.

## Ordine di battaglia
LXXIII. Armeekorps 31 dicembre 1944
- 114. Jäger-Division
- 16. SS-Panzergrenadier-Division "Reichsführer SS"
- 356. Infanterie-Division

LXXIII. Armeekorps 19 febbraio 1945
- 114. Jäger-Division

LXXIII. Armeekorps 1º marzo 1945
- Alarm-Einheiten[1]

## Comandanti
- General der Infanterie Anton Dostler (25 novembre 1944 - maggio 1945)[1]